# Municipio de Elm Creek (Nebraska)
El municipio de Elm Creek (en inglés: Elm Creek Township) es un municipio ubicado en el condado de Buffalo en el estado estadounidense de Nebraska. En el año 2010 tenía una población de 1242 habitantes y una densidad poblacional de 9,75 personas por km².

## Geografía
El municipio de Elm Creek se encuentra ubicado en las coordenadas 40°43′21″N 99°21′48″O / 40.72250, -99.36333. Según la Oficina del Censo de los Estados Unidos, el municipio tiene una superficie total de 127.41 km², de la cual 124,37 km² corresponden a tierra firme y (2,39 %) 3,04 km² es agua.

## Demografía
Según el censo de 2010, había 1242 personas residiendo en el municipio de Elm Creek. La densidad de población era de 9,75 hab./km². De los 1242 habitantes, el municipio de Elm Creek estaba compuesto por el 98,55 % blancos, el 0,16 % eran afroamericanos, el 0,08 % eran amerindios, el 0,24 % eran de otras razas y el 0,97 % eran de una mezcla de razas. Del total de la población el 3,22 % eran hispanos o latinos de cualquier raza.